# Spanje op de Olympische Winterspelen 1992
Tijdens de Olympische Winterspelen van 1992, die in Albertville (Frankrijk) werden gehouden, nam Spanje voor de dertiende keer deel.

## Medailleoverzicht
| Sport       | Olympiër               | Discipline | Medaille |
| ----------- | ---------------------- | ---------- | -------- |
| Alpineskiën | Blanca Fernández Ochoa | slalom (v) | Zilver   |

## Deelnemers en resultaten

### Alpineskiën
| Olympiër               | Discipline       | Resultaat | Prestatie                                                                               |
| ---------------------- | ---------------- | --------- | --------------------------------------------------------------------------------------- |
| Ricardo Campo          | afdaling (m)     | 30e       | 1.54,89 (+4,52)                                                                         |
| Ricardo Campo          | super g (m)      | 34e       | 1.17,11 (+4,07)                                                                         |
| Ricardo Campo          | reuzenslalom (m) | 32e       | 2.17,77 (+10,79) 1.10,15+1.07,62                                                        |
| Ricardo Campo          | slalom (m)       | 31e       | 1.54,52 (+10,13) 56,99+57,53                                                            |
| Ricardo Campo          | combinatie (m)   | 23e       | 104,61 p. (+90,03) afdaling: 43,12 p. (1.49,20) slalom: 61,49 p. (1.51,94: 55,64+56,30) |
| Abraham Fernández      | slalom (m)       | 27e       | 1.52,97 (+8,58) 56,64+56,33                                                             |
| Abraham Fernández      | combinatie (m)   | dnf-a     | opgave afdaling                                                                         |
| Ovidio García          | slalom (m)       | dnf-1     | opgave run 1                                                                            |
| Jorge Pujol            | super g (m)      | 35e       | 1.17,15 (+4,11)                                                                         |
| Jorge Pujol            | reuzenslalom (m) | dnf-2     | opgave run 2 1.09,20+dnf                                                                |
| Jorge Pujol            | slalom (m)       | 28e       | 1.53,01 (+8,62) 56,73+56,28                                                             |
| Jorge Pujol            | combinatie (m)   | 17e       | 72,07 p. (+57,49) afdaling: 57,8 p. (1.50,64) slalom: 14,27 p. (1.43,57: 50,40+53,17)   |
| Vicente Tomas          | super g (m)      | 38e       | 1.17,54 (+4,50)                                                                         |
| Vicente Tomas          | reuzenslalom (m) | 27e       | 2.15,55 (+8,57) 1.09,15+1.06,40                                                         |
| Xavier Ubeira          | super g (m)      | dq        | diskwalificatie                                                                         |
| Xavier Ubeira          | reuzenslalom (m) | 31e       | 2.17,06 (+10,08) 1.09,75+1.07,31                                                        |
|                        |                  |           |                                                                                         |
| Emma Bosch             | super g (v)      | 35e       | 1.28,45 (+7,23)                                                                         |
| Emma Bosch             | reuzenslalom (v) | 24e       | 2.22,82 (+10,08) 1.11,78+1.11,04                                                        |
| Blanca Fernández Ochoa | reuzenslalom (v) | 12e       | 2.15,41 (+2,67) 1.08,09+1.07,32                                                         |
| Blanca Fernández Ochoa | slalom (v)       | Brons     | 1.33,35 (+0,67) 48,25+45,10                                                             |
| Ainhoa Ibarra          | super g (v)      | 29e       | 1.26,96 (+5,74)                                                                         |
| Ainhoa Ibarra          | reuzenslalom (v) | 24e       | 2.22,82 (+10,08) 1.11,16+1.11,66                                                        |
| Ainhoa Ibarra          | slalom (v)       | 26e       | 1.41,19 (+8,51) 51,35+49,84                                                             |
| Silvia del Rincon      | reuzenslalom (v) | 26e       | 2.23,20 (+10,46) 1.11,10+1.12,10                                                        |
| Silvia del Rincon      | slalom (v)       | 23e       | 1.39,22 (+6,54) 51,02+48,20                                                             |

### Freestyleskiën
| Olympiër       | Discipline | Resultaat | Prestatie                    |
| -------------- | ---------- | --------- | ---------------------------- |
| Rafael Herrero | moguls (m) | 31e       | dnq (kwalificatie: 18,13 p.) |
| José Rojas     | moguls (m) | 45e       | dnq (kwalificatie: 4,15 p.)  |

### Langlaufen
| Olympiër                                                           | Discipline                    | Resultaat | Prestatie                                            |
| ------------------------------------------------------------------ | ----------------------------- | --------- | ---------------------------------------------------- |
| Antonio Cascos                                                     | 10 km klassiek (m)            | 76e       | 34.18,5 (+6.42,5)                                    |
| Antonio Cascos                                                     | 50 km vrije stijl (m)         | 51e       | 2:22.59,0 (+19.17,5)                                 |
| Antonio Cascos                                                     | achtervolging 10 km+15 km (m) | 70e       | +10.58,9 (10 km:34.18 + 15 km:42.18,8)               |
| Juan Jesús Gutiérrez                                               | 10 km klassiek (m)            | 39e       | 31.02,6 (+3.26,6)                                    |
| Juan Jesús Gutiérrez                                               | 50 km vrije stijl (m)         | 19e       | 2:11.42,1 (+8.00,6)                                  |
| Juan Jesús Gutiérrez                                               | achtervolging 10 km+15 km (m) | 37e       | +5.15,6 (10 km:31.02 + 15 km:39.51,5)                |
| Jordi Ribó                                                         | 10 km klassiek (m)            | 68e       | 32.33,9 (+4.57,9)                                    |
| Jordi Ribó                                                         | 30 km klassiek (m)            | 46e       | 1:31.52,4 (+9.24,6)                                  |
| Jordi Ribó                                                         | 50 km vrije stijl (m)         | 38e       | 2:16.58,8 (+13.17,3)                                 |
| Jordi Ribó                                                         | achtervolging 10 km+15 km (m) | 61e       | +8.25,8 (10 km:32.33 + 15 km:41.30,7)                |
| Carlos Vicente                                                     | 10 km klassiek (m)            | 56e       | 31.56,2 (+4.20,2)                                    |
| Carlos Vicente                                                     | 30 km klassiek (m)            | 57e       | 1:33.33,3 (+11.05,5)                                 |
| Carlos Vicente                                                     | achtervolging 10 km+15 km (m) | 58e       | +8.09,5 (10 km:31.56 + 15 km:41.51,4)                |
| Team Jordi Ribó Carlos Vicente Antonio Cascos Juan Jesús Gutiérrez | 4x10 km estafette (m)         | 14e       | 1:52.05,3 (+12.39,3) 28.01,3 28.19,5 28.58,4 26.46,1 |

### Rodelen
| Olympiër     | Discipline | Resultaat | Prestatie                                             |
| ------------ | ---------- | --------- | ----------------------------------------------------- |
| Pablo García | mannen     | 25e       | 3.08,310 (+5,947) (46,521 / 46,818 / 47,256 / 47,715) |

Algerije · Amerikaanse Maagdeneilanden · Andorra · Argentinië · Australië · België · Bermuda · Bolivia · Brazilië · Bulgarije · Canada · Chili · China · Chinees Taipei · Costa Rica · Cyprus · Denemarken · Duitsland · Estland · Filipijnen · Finland · Frankrijk · Gezamenlijk team · Griekenland · Groot-Brittannië · Honduras · Hongarije · Ierland · IJsland · India · Italië · Jamaica · Japan · Joegoslavië · Kroatië · Letland · Libanon · Liechtenstein · Litouwen · Luxemburg · Marokko · Mexico · Monaco · Mongolië · Nederland · Nederlandse Antillen · Nieuw-Zeeland · Noord-Korea · Noorwegen · Oostenrijk · Polen · Puerto Rico · Roemenië · San Marino · Senegal · Slovenië · Spanje · Swaziland · Tsjecho-Slowakije · Turkije · Verenigde Staten · Zuid-Korea · Zweden · Zwitserland